# Matériau ferroïque
Pour les articles homonymes, voir matériau (homonymie).
 (janvier 2022).
Si vous disposez d'ouvrages ou d'articles de référence ou si vous connaissez des sites web de qualité traitant du thème abordé ici, merci de compléter l'article en donnant les références utiles à sa vérifiabilité et en les liant à la section « Notes et références ».
Un matériau ferroïque est un matériau présentant une transition de phase à une température critique entre une phase désordonnée (dite de haute symétrie) et une phase ordonnée (dite de basse symétrie) qui n'existe qu'en dessous de cette température.
Cette transition de phase est permise par ce que l'on nomme la brisure de symétrie : la symétrie du cristal est abaissée en dessous de la température critique. La phase dite de "haute température" contient davantage d'éléments de symétrie que celle de plus basse température. C'est cette perte de symétrie qui engendre l'apparition d'ordre à longue portée par rapport à une propriété physique particulière : déformation mécanique, aimantation magnétique ou polarisation électrique. Selon la théorie de Landau, ces propriétés se nomment des paramètres d'ordre. 
Une autre propriété essentielle d'un matériau ferroique est le cycle d'hystérèse du paramètre d'ordre associé (par ex. l'aimantation) par rapport à un champ appliqué (par ex. magnétique). Ce cycle d'hystérèse permet en pratique le stockage de l'information via le fait que la microstructure de ces matériaux est organisée en domaines et en parois de domaine. 

## Types de matériaux ferroïques
Il y a plusieurs comportements ferroïques possibles :
- Ferroélasticité : hystérèse de la déformation sous contrainte cyclique ;
- Ferromagnétisme : hystérèse de l'aimantation sous excitation magnétique cyclique ;
- Ferroélectricité : hystérèse de la polarisation sous champ électrique cyclique.
- Ferrotoroïdicité.

## Multiferroïques
Un matériau présentant simultanément plusieurs de ces propriétés est dit multiferroïque.